# Пламен Даракчиев
Пламен Иванов Даракчиев е български общественик и политик.

## Биография
Роден е на 27 юли 1953 г. в Ямбол. През 1985 г. завършва журналистика в Софийския университет, след което работи за вестник „Народна младеж“ до началото на 1989 г., когато става един от основателите на Независимия профсъюз „Подкрепа“. Член е на Екогласност и на Независимото дружество за защита правата на човека и участва в тяхната дейност срещу режима. Има многобройни участия и авторски материали във „вражеските радиостанции“, най-вече в Радио Свободна Европа. Разследван е от властите за своята дейност и срещу него е заведено дело за оперативна разработка под наименованието „Европеец“ За участието си в съпротивата на срещу комунистическия режим е един от отличените с годишната награда на Международната фондация за подкрепа на интелектуалците в Източна Европа със седалище в Париж.
Той е един от учредителите на Съюза на демократичните сили, участва в издаването на неговия вестник „Демокрация“ като председател на Издателския синдикат „Демокрация“ и заместник главен редактор на вестника. През 1990 г. е избран за народен представител във Великото народно събрание, където е заместник-председател на социалната комисия и член на бюджетната. Участва в Протеста на тридесет и деветимата и не подписва Конституцията от 1991 г. През 1997 г. става главен секретар на отделилото се от „Подкрепа“ Обединение „Промяна“ и член на Националния протестен щаб по време на протестите през зимата на 1997 г. След създаването на Реформаторския блок през 2013 г. е член на неговия Граждански съвет, а през 2017 г. се включва в новосъздадената партия „Да, България!“.
От 2009 до 2019 г. работи като старши инспектор в отдел Оперативен център с мобилни групи за проверки в звено Столичен инспекторат към кмета на Столична община.
От ноември 2019 г. заема длъжността главен експерт към отдел Интеграция екология и социални дейности в Район Слатина.
Автор е на публицистичната книга „ДНК на прехода“